# Narmak
Narmak est un quartier au nord-est de Téhéran en Iran.